# Tadeusz Langier

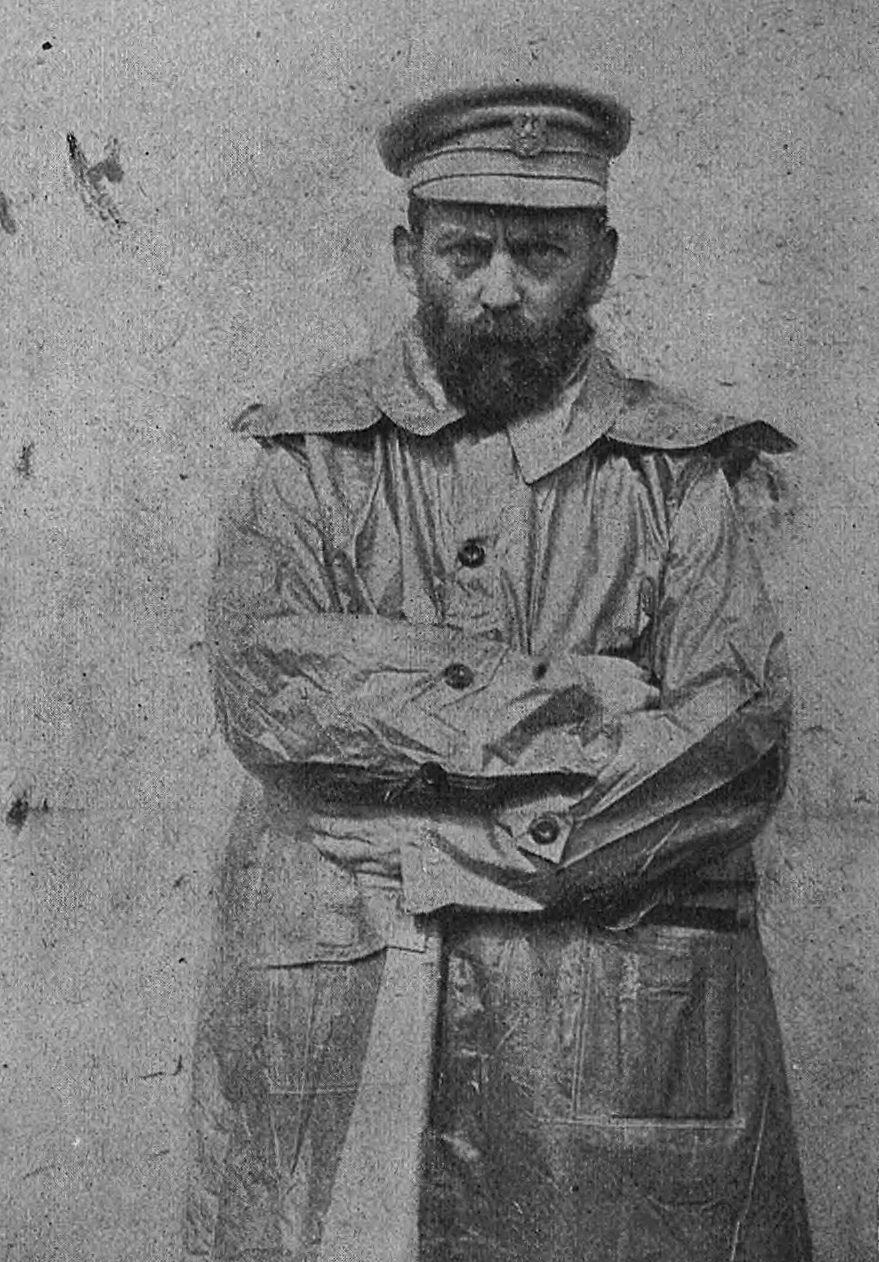
Tadeusz Langier jako fotograf Legionów Polskich (1915)

Tadeusz Langier (ur. 15 października 1877 we Lwowie, zm. 1940 w Zakopanem) – polski fotograf, ekonomista, prawnik. Dyrektor Banku „Galicja” w Poznaniu. Przyjaciel i współpracownik Stanisława Ignacego Witkiewicza (Witkacego).

## Życiorys
Był synem Andrzeja, inspektora C.K. Kolei we Lwowie. Miał dwie siostry: Wandę (ur. 21 kwietnia 1869 we Lwowie), Amelię (ur. 2 lipca 1878 w Przemyślu) oraz brata Romana (27 września 1878 we Lwowie). Około 1880 rodzina Langierów przeniosła się do Krakowa i zamieszkała przy ul. Długiej 41. Tadeusz Langier uczęszczał do Gimnazjum św. Anny, a od 1896 na Wydział Prawa Uniwersytetu Jagiellońskiego. Po jego ukończeniu przeszedł przeszkolenie wojskowe i ukończył kurs ekonomiczny. Około 1900 przeniósł się do Zakopanego, gdzie pracował jako fotograf. W tym czasie nawiązał współpracę ze Stanisławem Ignacym Witkiewiczem (Witkacym).
Podczas I wojny światowej wstąpił do Legionów. Służył jako wachmistrz 1 pułku ułanów. Był upełnomocnionym fotografem I Brygady. Fotografował m.in. walki nad rzeką Nidą. Jego prace były wydawane przez Naczelny Komitet Narodowy w formie pocztówek. Po wojnie wrócił do Zakopanego, gdzie ponownie nawiązał współpracę z Witkacym. Po odzyskaniu przez Polskę niepodległości został mianowany porucznikiem rezerwy jazdy ze starszeństwem z dniem 1 czerwca 1919. Był przydzielony do 22 pułku ułanów.
W 1925 wyjechał do Poznania i objął dyrekcję Banku „Galicja”. Na emeryturze powrócił w 1936 do Zakopanego. W 1938 został prezesem Towarzystwa Przyjaciół Teatru, które planowało wystawić sztukę Witkacego Metafizyka dwugłowego cielęcia. Miał reżyserować ten spektakl, ale Towarzystwo rozpadło się na skutek tarć wewnętrznych.
Zarządzeniem prezydenta RP Ignacego Mościckiego z 7 lipca 1931 został odznaczony Krzyżem Niepodległości za pracę w dziele odzyskania niepodległości.
Gdy wybuchła II wojna światowa, Tadeusz Langier wraz ze Stanisławem Ignacym Witkiewiczem i Czesławą Okińską uciekł na wschód. Ostatni raz widziano go 16 września 1939 w Annopolu. Według relacji Janiny Illukiewicz miał powrócić do Zakopanego i tam umrzeć na zapalenie płuc w zimie 1940.

## Współpraca ze Stanisławem Ignacym Witkiewiczem
Tadeusz Langier był jednym z najbliższych współpracowników Witkacego. Jako człowiek zamożny, często wspomagał Witkacego finansowo. Był współautorem Nowej homeopatii zła i Papierka Lakmusowego. To jemu Witkacy zadedykował Gyubala Wahazara, a w testamencie z 1914 zapisał wszystkie klisze fotograficzne i zdjęcia.
Tadeusz Langier uchodzi za nauczyciela Stanisława Ignacego Witkiewicza w dziedzinie fotografii. Sam też często pojawia się w jego pracach.
Utwory Witkacego, w których pojawił się T. Langier:
Sztuki i powieści
- 622 upadki Bunga, czyli Demoniczna kobieta jako Syx Abat Tyngier
- Szalona lokomotywa jako Zygfryd Tengier
- Straszliwy wychowawca jako Lambdon Tygier
- Persy Zwierżontkowskiaja jako Radża Gunung Tengier
- Nienasycenie jako muzyk Tengier

Obrazy i zdjęcia
- Obraz batalistyczny(inne języki), ol., zaginiony
- Monolog grabarza(inne języki), past.
- Tadeusz Langier, past.
- Autoportret z T. Langierem i Panią Włodarską, past.
- Tadeusz Langier, fot.
- Tadeusz Langier z Wandą i Janiną Illukiewiczównami, fot.

Fotografiami autorstwa Tadeusz Langiera są niektóre portrety Stanisława Ignacego Witkiewicza (np. Witkacy jako Napoleon).